# Bitam (Algieria)
Bitam – miasto w północnej Algierii, w prowincji Batina.